# Colubrina pedunculata
Colubrina pedunculata är en brakvedsväxtart som beskrevs av Baker f.. Colubrina pedunculata ingår i släktet Colubrina och familjen brakvedsväxter. Inga underarter finns listade i Catalogue of Life.